# Drömprinsen – filmen om Em
Drömprinsen – filmen om Em är en svensk ungdoms-dramafilm från 1996 i regi av och med manus av Ella Lemhagen. I rollerna ses bland andra Jenny Lindroth (som Em), Niclas Olund, Ramses del Hierro Ericstam, Figge Norling, Pia Johansson, Tomas Norström och Claes Ljungmark.

## Handling
Emelie (spelad av Jenny Lindroth), eller Em som hon kallas, är fjorton år. Hon gillar att sitta och drömma och filosofera i sin gamla lekstuga. Men en dag kommer en kille som sätter eld på lekstugan. Em hinner se vem det är, men nästa gång hon ser honom blir hon, för första gången i sitt liv, riktigt kär.

## Om filmen
Filmen bygger på kortfilmen 13-årsdagen, som Lemhagen regisserade några år tidigare. Amatörskådespelarna i kortfilmen medverkade även i Drömprinsen.

## Rollista
| Jenny Lindroth             | – Emilie "Em" |
| Pia Johansson              | – Gerd        |
| Tomas Norström             | – Larsa       |
| Sandra Nilsson             | – Sofi        |
| Fredrik Beckman            | – Pelle       |
| Claes Ljungmark            | – Roland      |
| Barbro "Babben" Larsson    | – Margareta   |
| Niclas Olund               | – Jakob       |
| Ramses del Hierro Ericstam | – Benjamin    |
| Figge Norling              | – Dan         |
| Anna-Tea Schönmeyr         | – Ida         |
| Benitha Karlsson           | – Kisa        |
| Nina Woodford              | – Lise        |